# Таля (комуна)
Таля (рум. Talea) — комуна у повіті Прахова в Румунії. До складу комуни входять такі села (дані про населення за 2002 рік):
- Плаю (255 осіб)
- Таля (949 осіб)

Комуна розташована на відстані 97 км на північний захід від Бухареста, 48 км на північний захід від Плоєшті, 47 км на південь від Брашова.

## Населення
За даними перепису населення 2002 року у комуні проживали 1204 особи, усі — румуни. Усі жителі комуни рідною мовою назвали румунську.
Склад населення комуни за віросповіданням:
| Релігія       | Кількість осіб | Відсоток |
| ------------- | -------------- | -------- |
| православні   | 1203           | 99,9%    |
| римо-католики | 1              | 0,1%     |